# Comix (software)
Comix è un visualizzatore di immagini scritto in Python che utilizza le PyGTK.
Supporta archivi ZIP, RAR e TAR. È in grado di aprire i formati .cbz, .cbr e .cbt, oltre a supportare nativamente alcuni formati di file grafici.
Oltre al supporto dei segnalibri, prevede la possibilità di gestire una libreria dei file. È inoltre possibile di effettuare lo zoom sulle immagini, utilizzando il mouse.
Dal progetto è stato ricavato un fork denominato MComix.